# Демілітаризована зона (комп'ютерні мережі)
Демілітаризована зона (англ. Demilitarized Zone, скор. DMZ або ДМЗ) — сегмент мережі, що містить загальнодоступні сервіси та відокремлює їх від приватних. Як загальнодоступний може виступати, наприклад, вебсервіс: сервер, що його забезпечує, який фізично розміщений у локальній мережі (Інтранет), повинен відповідати на будь-які запити із зовнішньої мережі (Інтернет), при цьому інші локальні ресурси (наприклад, файлові сервери, робочі станції) необхідно ізолювати від зовнішнього доступу.
Мета ДМЗ — надати додатковий рівень безпеки в локальній мережі, який дозволяє мінімізувати збитки в разі атаки на один із загальнодоступних сервісів: зовнішній зловмисник має прямий доступ тільки до обладнання в ДМЗ.

## Термінологія та концепція
Назва походить від воєнного терміна «демілітаризована зона» — територія між ворожими державами, на якій не допускаються воєнні операції. Інакше кажучи, доступ у ДМЗ відкритий для обох сторін за умови, що відвідувач не має злого наміру. Аналогічно, концепція ДМЗ (наприклад, при побудові шлюзу в публічний Інтернет) полягає в тому, що в локальній мережі виділяється область, яка не є безпечною, як частина мережі, що залишилася (внутрішня), і не небезпечна, як публічна (зовнішня)

.
Системи, відкриті для прямого доступу з зовнішніх мереж, як правило, є головними цілями зловмисників і потенційно наражаються на проявлення загроз. Як наслідок, вони не можуть послуговуватися повною довірою. Тому необхідно обмежити доступ цих систем до комп'ютерів, розташованих усередині мережі.
Надаючи захист від зовнішніх атак, ДМЗ, як правило, не має жодного стосунку до атак внутрішніх, таких як перехоплення трафіку.

## Архітектура та реалізація
Розділення сегментів і контроль трафіку між ними, як правило, реалізуються спеціалізованими пристроями — міжмережевими екранами. Основними завданнями такого пристрою є:
- контроль доступу з зовнішньої мережі в ДМЗ;
- контроль доступу з внутрішньої мережі в ДМЗ;
- дозвіл (або контроль) доступу з внутрішньої мережі в зовнішню;
- заборонена доступу з зовнішньої мережі у внутрішню.

У деяких випадках для організації ДМЗ достатньо засобів маршрутизатора чи навіть проксі-сервера.
Сервери в ДМЗ за необхідності можуть мати обмежене з'єднання з окремими вузлами у внутрішній мережі. Зв'язок у ДМЗ між серверами й із зовнішньою мережею також обмежується, щоб зробити ДМЗ безпечнішою для розміщення певних сервісів, ніж Інтернет. На серверах у ДМЗ повинні виконуватися лише необхідні програми, непотрібні вимикаються чи взагалі видаляються.
Існує безліч різних варіантів архітектури мережі з ДМЗ. Два основних — з одним міжмережевим екраном і з двома міжмережевими екранами. На базі цих методів можна створювати як спрощені, так і дуже складні конфігурації, відповідні до можливостей використовуваного обладнання та вимог до безпеки в конкретній мережі.

## Конфігурації ДМЗ

### Конфігурація з одним міжмережевим екраном

Схема з одним міжмережевим екраном

Для створення мережі з ДМЗ може бути використаний один міжмережевий екран, який має мінімум три мережеві інтерфейси: один — для з'єднання з провайдером (WAN), другий — із внутрішньою мережею (LAN), третій — з ДМЗ. Така схема проста в реалізації, однак має підвищені вимоги до обладнання й адміністрування: міжмережевий екран повинен обробляти весь трафік, що йде як у ДМЗ, так і у внутрішню мережу. При цьому він стає «єдиною точкою відмови», а у випадку його зламу (чи помилки в налаштуваннях) внутрішня мережа виявиться вразливою безпосередньо з зовнішньої.

### Конфігурація з двома міжмережевими екранами

Схема з двома міжмережевими екранами

Безпечнішим є підхід, коли для створення ДМЗ використовуються два міжмережеві екрани: один із них контролює з'єднання із зовнішньої мережі в ДМЗ, інший — із ДМЗ у внутрішню мережу. У такому разі для успішної атаки на внутрішні ресурси повинні бути скомпрометовані два пристрої. Крім того, на зовнішньому екрані можна налаштувати повільніші правила фільтрації на прикладному рівні, забезпечивши посилений захист локальної мережі без негативного впливу на продуктивність внутрішнього сегмента.
Ще вищого рівня захисту можна досягти, використавши два міжмережеві екрани двох різних виробників і (бажано) різної архітектури — це зменшує імовірність того, що обидва пристрої матимуть однакову вразливість. Наприклад, випадкова помилка в налаштуваннях з меншою імовірністю з'явиться в конфігурації інтерфейсів двох різних виробників; прогалина в безпеці, знайдена в системі одного виробника, з меншою імовірністю виявиться в системі другого. Недоліком цієї архітектури є вища вартість.

## ДМЗ-хост
Деякі маршрутизатори SOHO-класу мають функцію надання доступу з зовнішньої мережі до внутрішніх серверів (режим DMZ host або exposed host). У такому режимі вони являють собою хост, у якого відкриті (не захищені) всі порти, крім тих, що транслюються іншим способом. Це не зовсім відповідає визначенню істинної ДМЗ, оскільки сервер з відкритими портами не відділяється від внутрішньої мережі. Тобто ДМЗ-хост може вільно підключитися до ресурсів у внутрішній мережі, тоді як з'єднання з внутрішньою мережею з ДМЗ блокуються міжмережевим екраном, що розділяє їх, якщо немає спеціального правила, яке б це дозволяло. ДМЗ-хост не надає в плані безпеки жодної з переваг, які надає використання підмереж, і часто використовується як простий метод трансляції всіх портів на інший міжмережевий екран або пристрій.